# جوليان فونتانا
جوليان فونتانا (بالبولندية: Julian Fontana) (و. 1810 – 1869 م) هو ملحن، وعازف بيانو، ومعلم موسيقى من بولندا، والإمبراطورية الروسية، ولد في وارسو، يستخدم آلات بيانو، توفي في باريس، عن عمر يناهز 59 عاماً، بسبب اختناق.

## التعليم
تعلم في Chopin University of Music ‏
.